# Fakulta právnická Západočeské univerzity
Fakulta právnická (FPR) Západočeské univerzity v Plzni (ZČU) představuje jednu z devíti fakult této vysoké školy. Vznikla v roce 1993 jako čtvrtá právnická fakulta v České republice.

## Studium

### Bakalářské studium
Tříletý bakalářský studijní program (Bc.) Právní specializace, studijní obor Veřejná správa.

### Magisterské studium
Dvouletý navazující magisterský studijní program (Mgr.) Právní specializace, obor Veřejná správa.
Pětiletý magisterský studijní program Právo a právní věda, obor Právo, včetně dodatečné možnosti vykonat z některého právního oboru rigorózní zkoušku (JUDr.).

### Doktorské studium
Čtyřletý doktorský studijní program (Ph.D.) Teoretické právní vědy, obor Občanské právo. Fakulta připravuje podklady k rozšíření doktorského studia o další právní odvětví, zejména o obor Správního a Trestního práva.

## Katedry a odborná pracoviště
Fakulta se skládá z celkem dvanácti kateder.
| Název                                                   | Zkratka | Vedoucí                                    |
| ------------------------------------------------------- | ------- | ------------------------------------------ |
| Katedra finančního práva a národního hospodářství       | KFP     | JUDr. Petra Hrubá Smržová, Ph.D.           |
| Katedra mezinárodního práva                             | KMP     | JUDr. Oto Kunz, CSc.                       |
| Katedra občanského práva                                | KPO     | doc. JUDr. Jan Pauly, CSc.                 |
| Katedra obchodního práva                                | KOP     | prof. JUDr. Přemysl Raban, CSc.            |
| Katedra pracovního práva a práva sociálního zabezpečení | KPP     | doc. JUDr. Jakub Morávek, Ph.D.            |
| Katedra právních dějin                                  | KPD     | JUDr. PhDr. Stanislav Balík, Ph.D.         |
| Katedra správního práva                                 | KSP     | prof. JUDr. Martin Kopecký, CSc.           |
| Katedra teorie práva                                    | KTP     | doc. JUDr. František Cvrček, CSc.          |
| Katedra trestního práva                                 | KTR     | doc. JUDr. František Vavera, Ph. D., LL.M. |
| Katedra ústavního a evropského práva                    | KÚP     | doc. JUDr. Monika Forejtová, Ph.D.         |
| Katedra veřejné správy                                  | KSR     | JUDr. Tomáš Louda, CSc.                    |

Dříve na fakultě fungovala také Katedra forenzních disciplín, která zajišťovala výuku psychologie, soudního lékařství, sociologie a psychopatologie. Výuka zmiňovaných předmětů je nyní zajišťována Katedrou teorie práva a Katedrou trestního práva.

## Seznam děkanů
- 1993–1999: JUDr. Vladimír Balaš, CSc.
- 1999–2005: doc. JUDr. Milan Kindl, CSc.
- 2005–2009: doc. JUDr. Jaroslav Zachariáš, CSc.
- 2009–2010: JUDr. Jiří Pospíšil
- 2010–2011: prof. JUDr. Květoslav Růžička, CSc.
- 2012–2020: doc. JUDr. Jan Pauly, CSc.
- od r. 2020: JUDr. PhDr. Stanislav Balík, Ph.D. (od r. 2024 - druhé funkční období)

## Sídlo
Fakulta po svém vzniku sídlila v pozdně funkcionalistické budově na rohu Americké třídy a Prokopovy ulice, která byla původně v roce 1939 postavena pro brněnskou Hasičskou vzájemnou pojišťovnu a která po válce sloužila jako sídlo krajského výboru KSČ. Po roce 2005 se přesunula do budovy bývalé plzeňské obchodní komory v sadech Pětatřicátníků, postavené v letech 1904 a 1905 v novorenesančním stylu, jenž je od roku 1993 chráněna jako kulturní památka.

## Reakreditace fakulty
Národní akreditační úřad pro vysoké školství na podzim roku 2018 fakultě udělil akreditaci pro studijní programy v doktorském studijním programu (Ph.D.), magisterském studijní programu (Mgr.) Právní specializace, obor Veřejná správa., i v pětiletém magisterském studijním programu Právo a právní věda, obor Právo, a to na maximální možnou délku 10 let.

## Hodnocení fakulty
Na konci první dekády 21. století proběhla na právnické fakultě plagiátorská aféra a skandál s údajnými podvody v procesu udělování akademických titulů a řádného studia. Kauza plzeňských práv fakultě mediálně uškodila.
V roce 2013 se Fakulta právnická v Plzni umístila ve vědeckých výsledcích na druhém místě (za Právnickou fakultou Masarykovy univerzity), jednalo se však o jedno z kritérií, které byly v žebříčcích hodnoceny. V ostatních kritériích (světovost školy a zájem o školu) se umístila na posledním místě. Celkově dosáhla právnická fakulta ZČU srovnatelného výsledku jako olomoucká právnická fakulta, která měla o jednu desetinu bodu více. Spolu s tímto žebříčkem byl v roce 2013 vydán i graf zaměstnanosti absolventů, z 421 absolventů měli být 4 nezaměstnaní.
Podle serveru StudentMag je FPR ZČU druhou v republice, z hlediska zaměstnanosti absolventů. Míra zaměstnanosti je 98,5 %.

## Významní vyučující
- prof. JUDr. PhDr. Karolina Adamová, CSc., DSc.
- JUDr. PhDr. Stanislav Balík, Ph.D. – emertiní soudce Ústavního soudu
- JUDr. Josef Baxa – předseda Ústavního soudu, emeritní předseda Nejvyššího správního soudu
- prof. JUDr. Miroslav Bělina, CSc.
- JUDr. Vlasta Formánková – emeritní soudkyně Ústavního soudu
- prof. JUDr. Aleš Gerloch, CSc. - emeritní děkan Právnické fakulty Univerzity Karlovy
- prof. JUDr. Jan Hurdík, DrSc.
- doc. JUDr. Vilém Knoll, Ph.D. – proděkan pro vědu a výzkum
- prof. JUDr. Jan Musil, CSc. – emeritní soudce Ústavního soudu
- prof. JUDr. Václav Pavlíček, CSc., dr. h. c.
- prof. JUDr. Přemysl Raban, CSc.
- JUDr. PhDr. Karel Šimka, Ph.D., LL.M. – také předseda Nejvyššího správního soudu
- doc. PhDr. Lukáš Valeš, Ph.D.

## Významní absolventi
- Hynek Brom – bývalý první místopředseda Úřadu pro ochranu hospodářské soutěže a bývalý starosta Městského obvodu Plzeň 4
- Michaela Chaloupková – ředitelka divize správa a členka představenstva akciové společnosti ČEZ
- Markéta Fialková – disidentka a diplomatka
- Bohumil Havel – odborník na obchodní právo a hlavní autor zákona o obchodních korporacích
- Milan Chovanec – hejtman Plzeňského kraje a ministr vnitra
- Vilém Knoll – odborník na právní dějiny a proděkan pro vědu a výzkum fakulty
- Milan Komárek – policista a ředitel Útvaru odhalování korupce a finanční kriminality
- Václav Láska – advokát, policejní vyšetřovatel známý bojem proti korupci a senátor
- Ján Matejka – ředitel Ústavu státu a práva AV ČR, právní vědec zabývající se problematikou práva informačních technologií a informačních systémů
- Jan Paparega – primátor statutárního města Mostu
- Jiří Pospíšil – politik, děkan fakulty a bývalý ministr spravedlnosti
- Aleš Rádl – starosta města Černošice a poslanec
- Jan Ruml – bývalý ministr vnitra
- Karel Šimka – soudce, předseda Nejvyššího správního soudu České republiky
- Radovan Vítek – podnikatel